# Real Madrid TV
RMTV är en krypterad digital televisionskanal, driven av Real Madrid och specialiserad främst på den spanska fotbollsklubben, men även på basketsektionen, Real Madrid Baloncesto. Kanalen är tillgänglig på spanska och engelska. 
RMTV är belägen i Ciudad Real Madrid i Valdebebas (Madrid), Real Madrids träningscenter.